# 童鈴
童鈴（1965年—），初出道原名童玲，香港女演員，活躍於1980－90年代。母親是英國人。
童鈴首部電影是1986年的《最佳福星》，之後演出的電影包括《開心鬼精靈》、《血Call機》、《她從對岸來》等，被批評演技呆板，未能走紅。改拍多部三級片以求增加知名度，包括《情不自禁》、《太太的情人》、《素女經之挑情寶鑑》等，漂亮的混血外貌很受三級片商青睞，但從此被定型為艷星。
1991年，童鈴參演台視連續劇《賽金花》。來台灣拍《賽金花》期間，童鈴受訪表示非常不願當脫星，希望藉由接演其他戲劇讓人正視她的演技。雖然又接拍《賭城大亨之新哥傳奇》、《細佬識講嘢！》、《臥底神算》，但始終未能擺脫艷星的形象，三級片邀約仍遠高於商業片而選擇結婚息影，於1993年退出演藝圈。

## 電影
| 年份 | 片名               | 角色        | 導演   | 合作演員                 | 備註   |
| 1986 | 最佳福星           | 一品香      | 曾志偉 | 麥嘉、洪金寶、譚詠麟     |        |
| 1986 | 開心鬼精靈         | 籃球隊隊長  | 劉豪偉 | 錢小豪、簡慧珍、徐淑媛   |        |
| 1987 | 精裝追女仔         | 冰山美人    | 王晶   | 周潤發、曾志偉、陳百祥   |        |
| 1987 | 橫財三千萬         | 電視記者    | 麥嘉   | 麥嘉、林青霞、徐小鳳     |        |
| 1988 | 今夜星光燦爛       | Mary        | 許鞍華 | 林子祥、林青霞、爾冬陞   |        |
| 1988 | 血Call機           | Maria       | 童路   | 上山安娜、莫少聰、冼煥貞 |        |
| 1989 | 猛虎發火           | 劉倩盈      | 張立勤 | 孟龍、劉家輝、黃日華     |        |
| 1989 | 返老還童           | Branda Chow | 曾志偉 | 林俊賢、呂良偉、陳雅倫   |        |
| 1990 | 她從對岸來         | 嘉瑪        | 杜伯航 | 麥德羅、雲中、孫亞東     | 台灣片 |
| 1991 | 情不自禁           | Maria       | 查傳誼 | 葉玉卿、湯鎮業、吳聲發   |        |
| 1992 | 太太的情人         | Terry       | 朱家宏 | 植敬雯、林偉、程小月     |        |
| 1992 | 賭城大亨之新哥傳奇 | Lucida      | 王晶   | 劉德華、邱淑貞、王祖賢   |        |
| 1992 | 素女經之挑情寶鑑   | Fan / Fung  | 林義雄 | 單立文、林威、徐雙霞     |        |
| 1992 | 伴我儷人           |             | 張志勇 | 邱玉茹、湯鎮業、湯鎮宗   |        |
| 1992 | 細佬識講嘢！       | Helen       | 張堅庭 | 張堅庭、陳惠敏、吳綺莉   |        |
| 1992 | 桃色香居           | 李麗花      | 林金鋒 | 李月仙、龍彪、曹查理     |        |
| 1993 | 獵殺豪放女         |             | 張人傑 | 高城富士美、黃子揚、狄威 | 台灣片 |
| 1993 | 臥底神算           |             | 毛強邦 | 蕭玉龍、狄威、午馬       | 台灣片 |

## 電視
| 年份 | 劇名   | 角色   | 導演 | 合作演員               | 備註       |
| 1991 | 賽金花 | 蘇菲亞 | 常滿 | 陳玉蓮、黃錦燊、潘宏彬 | 台視連續劇 |